# Cai Peng
Cai Peng (chinesisch 蔡鹏; * 28. März 1983) ist ein ehemaliger chinesischer Leichtathlet, der sich auf den Weitsprung spezialisiert hat.

## Sportliche Laufbahn
Erste internationale Erfahrungen sammelte Cai Peng vermutlich im Jahr 2000, als er bei den Juniorenweltmeisterschaften in Santiago de Chile mit einer Weite von 7,88 m die Goldmedaille gewann. Im Jahr darauf gewann er bei den Juniorenasienmeisterschaften in Bandar Seri Begawan mit 7,65 m die Silbermedaille und 2002 schied er bei den Juniorenweltmeisterschaften in Kingston mit 7,38 m in der Qualifikationsrunde aus. 2004 gewann er bei den erstmals ausgetragenen Hallenasienmeisterschaften in Teheran mit 7,58 m die Bronzemedaille hinter den Saudi-Arabern Mohamed Salman al-Khuwalidi und Ahmed Fayez al-Dosari und 2011 beendete er dann seine aktive sportliche Karriere im Alter von 28 Jahren.

## Persönliche Bestleistungen
- Weitsprung: 8,02 m (0,0 m/s), 24. Mai 1999 in Xinxiang
  - Weitsprung (Halle): 7,84 m, 18. Februar 2004 in Tianjin